# Никола Янкович (зограф)
Никола Янкович (на сръбски: Никола Јанковић) е възрожденски зограф и дърворезбар от Македония, представител на Дебърската художествена школа, работил в Княжество Сърбия в четвъртото и петото десетилетие на XIX век.

## Биография

### Троноша и Чокешина (1834)
Роден е в охридското влашко село Белица (Горна или Долна), тогава в Османската империя в края на XVIII век. Обучен е в традициите на Дебърската резбарска школа. В 1834 година изписва заедно с битолчанеца Михаил Константинович манастира Троноша, Сърбия, където се подписват като „бивши молери Михаїло Костантиновичъ изъ Бїтоля и Никола Іанковичъ изъ Охрида града“. Никола и Михаил Зограф изписват Троноша като се придържат към традициите на живописта в охридските и битолските църкви. Покрай традиционните живописни теми има и някои нови като недостоен свещеник, изписан в пълно облекло в оплата на преградата на иконостасния зид между царските и северните двери, Йоан Кукузел в южната певница, дякони с трикирии вместо с традиционните кадилници и дарохранителници.
В същата 1834 година Никола и Михаил изписват иконостаса в манастира Чокешина.

### Чачак, Овчар и Чибутковица, Кършане и Ариле (1841 – 1849)
Никола Янкович най-вероятно е автор на иконостаса в храма „Възнесение Господне“ в Чачак, изработен от 1841 до 1846 година. Иконостасът е представителен и има стилно единство. Отличава се със стабилна архитектура, отмереност и ясно разчленяване на дяловете и детайлите, добро напасване на украсата на главните части - царските и страничните двери и горната зона с Разпятието. Големите размери на иконите и цялостният му обем са в хармония с пространството на храма. Принадлежи към типа развити олтарни прегради - има пет изписани зони с 48 отделни икони. Дърворезбата е в съзвучие с тенденциите на XIX век. Позлатяването на дърворезбованите мотиви е извършено с изключително познаване на техниката и с високо майсторство. Мрежестата структура е изпълнена с флорална орнаментика от стилизирани храстови листа, клонки и рози, които излизат от вази, както и преплетени лози с гроздове. Дърворезбата не конкурира, а фино изтъква живописната украса. Иконите на иконостаса са дело на зографа Живко Павлович от Пожаревац.
В 1844 година Никола Янкович отново работи заедно с Живко Попович в манастира „Сретение Господне“ в Овчар, където Никола изписва притвора, а Живко – наоса и олтарното пространство.
В 1848 година зограф Никола Янкович работи самостоятелно в църквата „Свети Георги“ в Чибутковица. Според запазения надпис на иконостаса на новоиздигнатия храм, негов автор е Никола Янкович. В Чибутковица изписва и дарохранителницата. Иконостасът в Чибутковица е изписан по същия начин като в Троноша.
В 1848 или 1849 година мокрогорската църковна община ангажира Никола Янкович за изписване на царските двери и престолните икони на храма „Възнесение Господне“ в Кършане. В този храм иконостасът е заменен с нов, като са оцелели само царските двери на Янкович, както и престолните икони „Иисус Христос“ и „Света Богородица с Христос“, пренесени в новата църква в съседното село Заовине в 1982 година. В църквата в Кършане, в долния десен ъгъл на царските двери Никола Янкович, който често посочва като родно място Охрид, е оставил зографски надпис, който изрично сочи охридското село Белица: „Рукодѣлїе Нїколе: Ѧанковїћа. ізъ Орида: града - изъ село Белице“.
- „Възнесение Господне“ в Кършане, 1849 г.
- Царските двери
- Надписът на царските двери
- Иконите „Света Богородица с Христос“ и „Иисус Христос“

В 1849 година Никола Янкович работи в манастира „Свети Ахил“ в Ариле. Никола Янкович е автор на конструкцията и дърворезбата на иконостаса на средновековния храм. Иконостасът е от типа високи олтарни прегради, поради теснотата на храма. Има три зони - царски икони, икони на цокъла, двери, наддверие, два реда икони с апостоли и пророци и Разпятие, под което са изображенията на Света Богородица и Свети Йоан Богослов. Иконостасът има стабилна архитектура и е хармоничен. Отново като в Чачак, големите размери на иконите и цялостната рамка на иконостаса са в съзвучие с вертикалността на средновековното храмово пространство.
Иконите на иконостаса са дело на различни майстори, но само Никола Янкович е оставил подпис: долу вляво на царската икона на Богородица с Христос, датирана според дарителския надпис в 1849 г., има зографски надпис „Рукуделие Николе Іѧнковић из О(х)рида гра(да)“. Съдейки по стила на някои икони, в църквата е работил и Живко Павлович.
В 1850 година изписва няколко единични икони за църквата във Вранич, а в 1854 - 1855 година - за църквата „Рождество Богородично“ в Богатич и на някои други места в Сърбия.

### Иконописни характеристики
Като иконописец Янкович се показва недостатъчно образован, с несигурен чертеж и скромно познаване на анатомията, проявяващо се в диспропорции между стоящите и седящите фигури. Това се компенсира от вродено чувство за приятен и звучен колорит и внимателно изписване на детайлите и декоративните елементи на изображението. Той решава композциите почти винаги шаблонно, на базата на старинни образци, а фигурите са разположени по правило в наивно замислен, но искрено изписан пейзаж. Придържането към византийските образци вероятно се дължи и на желанията на църковните общини. Образите на младите светци изписва с подчертано овални лица, а по-старите с продълговати отчасти аскетични физиономии, с изявени скули и бръчки около устата. Очите са еднакви - с тежки клепачи и торбички, очертани с твърда линия. Любим декоративен детайл му е орнаментът с мотив на роза. Иконостасите си украсява и с профанни теми.
Никола Янкович умира в Сърбия във втората половина на XIX век.

### Идентификация
Според Йелисавета Вельович ранният стил на Янкович – този в Троноша и Чокешина се отличава от късния, като при това с времето той като че ли се влошава. Това, съчетано с паузата от десетина години след 1843 година до времето, когато Никола Янкович се сдружава с Живко Павлович, я кара да мисли, че може би става въпрос за двама души с еднакво име и произход. Според нея начинът на подписване на Никола Янкович на иконостасите – рукоделие, също говори за майстор дърворезбар.